# NGC 1113
NGC 1113 é uma estrela na direção da constelação de Aries. O objeto foi descoberto pelo astrônomo Albert Marth em 1863, usando um telescópio refletor com abertura de 48 polegadas. 